# Arremonops
Arremonops är ett fågelsläkte i familjen amerikanska sparvar inom ordningen tättingar. Släktet omfattar fyra arter som förekommer i sydligaste USA och Latinamerika, från Texas till Brasilien:
- Olivsparv (A. rufivirgatus)
- Grönryggig sparv (A. tocuyensis)
- Svartstreckad sparv (A. chloronotus)
- Tocuyosparv (A. conirostris)